# Białka (Dunajec)
Białka je planinska rijeka koja teče kroz južnu Poljsku. Pritok je Dunajeca. Białka je duga samo oko 40  km, a u jednom dijelu čini granicu Poljske i  Slovačke. Izvor rijeke je u Visokim Tatrama.
Gradovi i općine smješteni na ili blizu rijeke Białka uključuju: Jurgów, Białka Tatrzańska, Trybsz, Krempachy, Dębno i Frydman